# Dactylopusia brevifurca
Dactylopusia brevifurca is een eenoogkreeftjessoort uit de familie van de Dactylopusiidae. De wetenschappelijke naam van de soort is voor het eerst geldig gepubliceerd in 1868 door Czerniavsky.